# لويس غوردون (لاعب كرة قدم)
لويس غوردون (بالإنجليزية: Lewis Gordon) هو لاعب كرة قدم بريطاني، ولد في 12 فبراير 2001.